# Santa Maria de Viseu
Santa Maria de Viseu ist ein Ort und eine ehemalige Gemeinde (Freguesia) im portugiesischen Kreis Viseu. Die Gemeinde hatte 6820 Einwohner (Stand 30. Juni 2011).
Am 29. September 2013 wurden die Gemeinden Viseu (Santa Maria de Viseu), Viseu (São José) und Viseu (Coração de Jesus) zur neuen Gemeinde União das Freguesias de Viseu zusammengeschlossen.